# 竜吟の滝
竜吟の滝（りゅうぎんのたき）は、岐阜県瑞浪市釜戸町にある渓谷（谷）、滝。龍吟の滝、竜吟七滝、竜吟峡ともいう。
庄内川（土岐川）の支流、逆川（不動川）にある。上流には防災用のダム、竜吟ダムがあり人造湖の竜吟湖がある。名称は、かつてここには雄龍と雌龍が住んであり、互いに唸り声を上げていたという伝説からである。周辺は「竜吟の森」として遊歩道が整備され、途中に「瑞浪市　自然ふれあい館」がある。水晶山（標高約460m）へのハイキングコースもあり、周辺の里山の湿地には、シデコブシが自生している。

## 沿革
- 古くから知られていた滝であったが、1902年（明治35年）、中央本線釜戸駅が開業すると、駅周辺の観光地として整備が決まる。
- 1912年（明治45年）、遊歩道が整備される。
- 1963年（昭和38年）、竜吟の滝の上流の湿地に竜吟ダムが完成。竜吟湖として整備される。
- 2001年（平成13年）4月、竜吟の滝の入り口に陶器製のモニュメント「ドラゴン21」が設置される。このモニュメントは、雄雌2匹の龍が卵を抱えて天に向かう姿をしている。

## 滝の名称
下流から記述する。別の表現もあり、また滝の名称は資料によって異なる。一例であるので注意。数字は高さ。
- 一の滝 16m
- 二の滝　8m
- 三の滝　3m
- えびす滝
- あんま滝
- 昇竜滝
- 梵天滝　
  - 一の滝は別名　男滝、不動滝
  - 二の滝は別名　女滝
  - アベック滝、のめり滝という滝がかつては存在したという。一の滝、二の滝、三の滝以外は高さ1m前後しかなく、一見滝とは思えないものもある。アベック滝はあまりにも滝には見えないことから、いつしか表示されなくなったという。

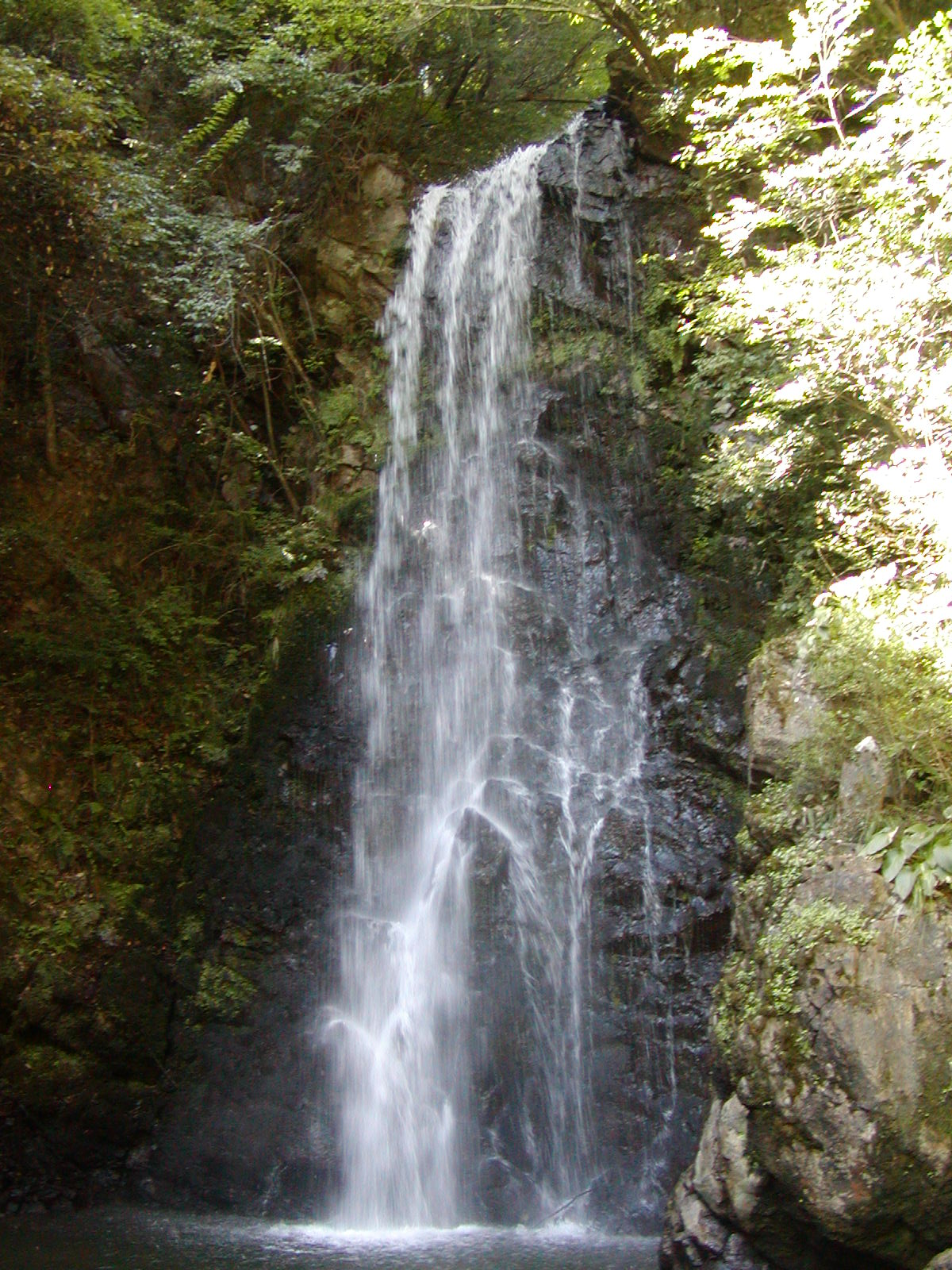
一の滝（男滝、不動滝）
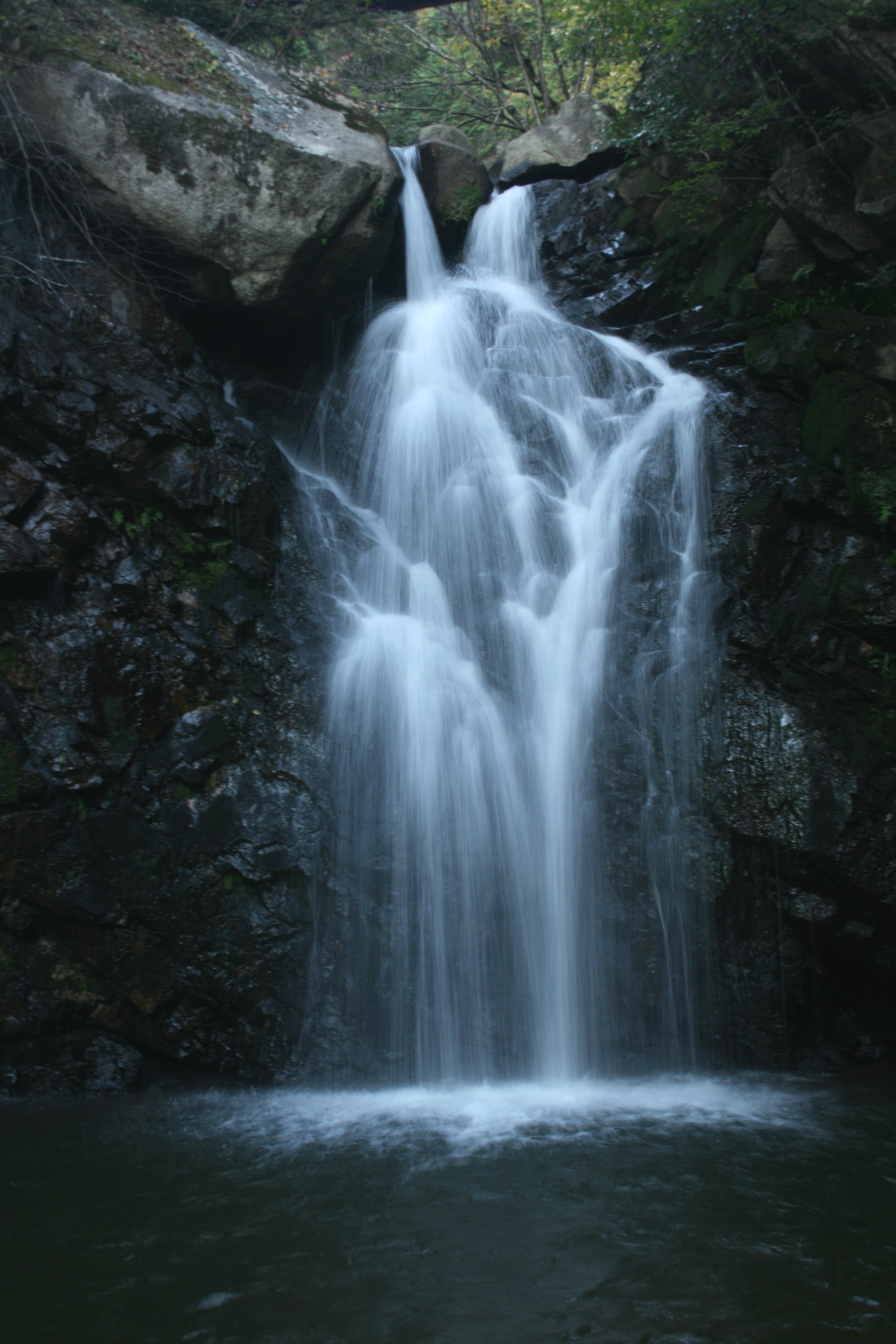
二の滝（女滝）
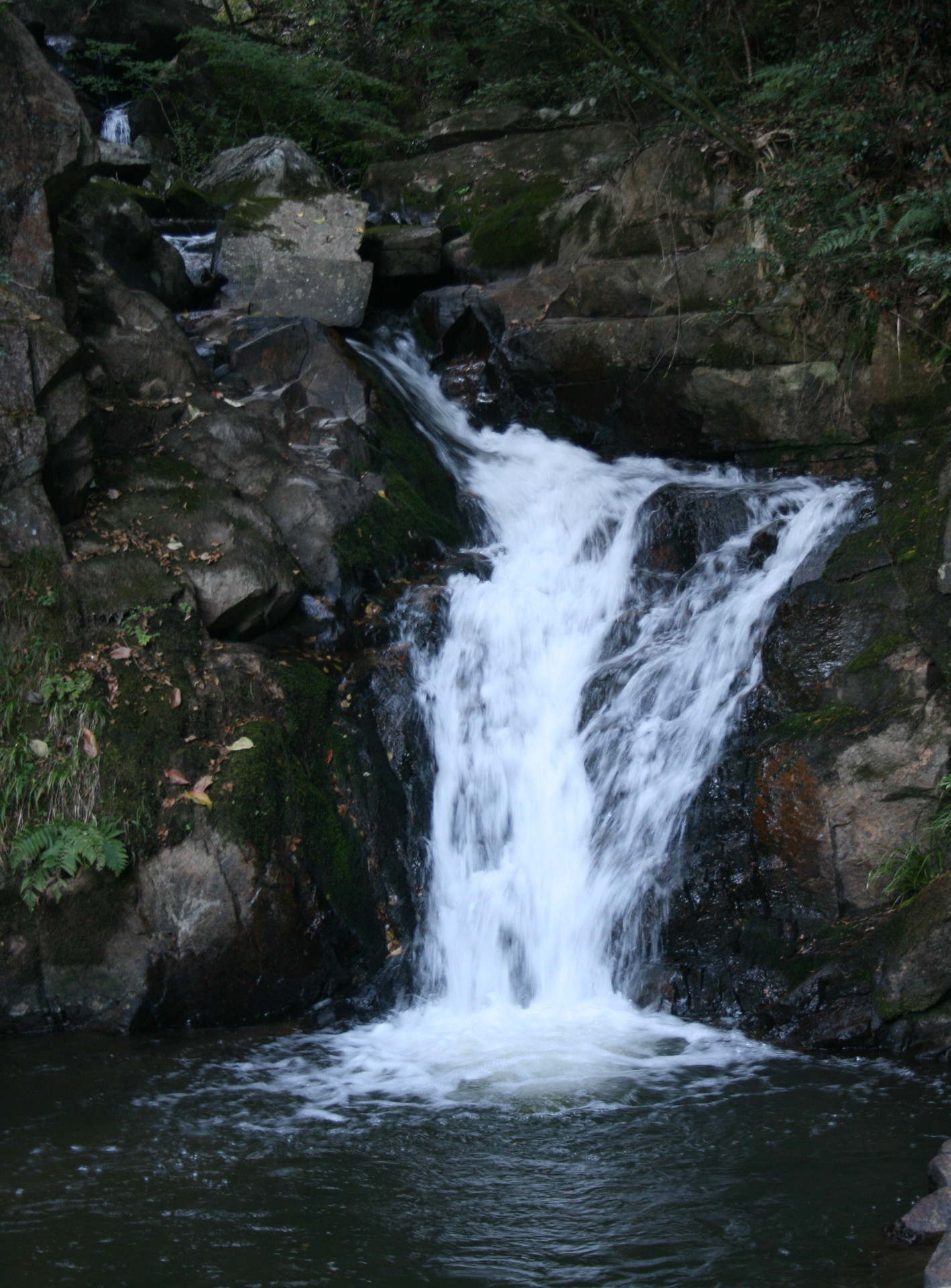
三の滝
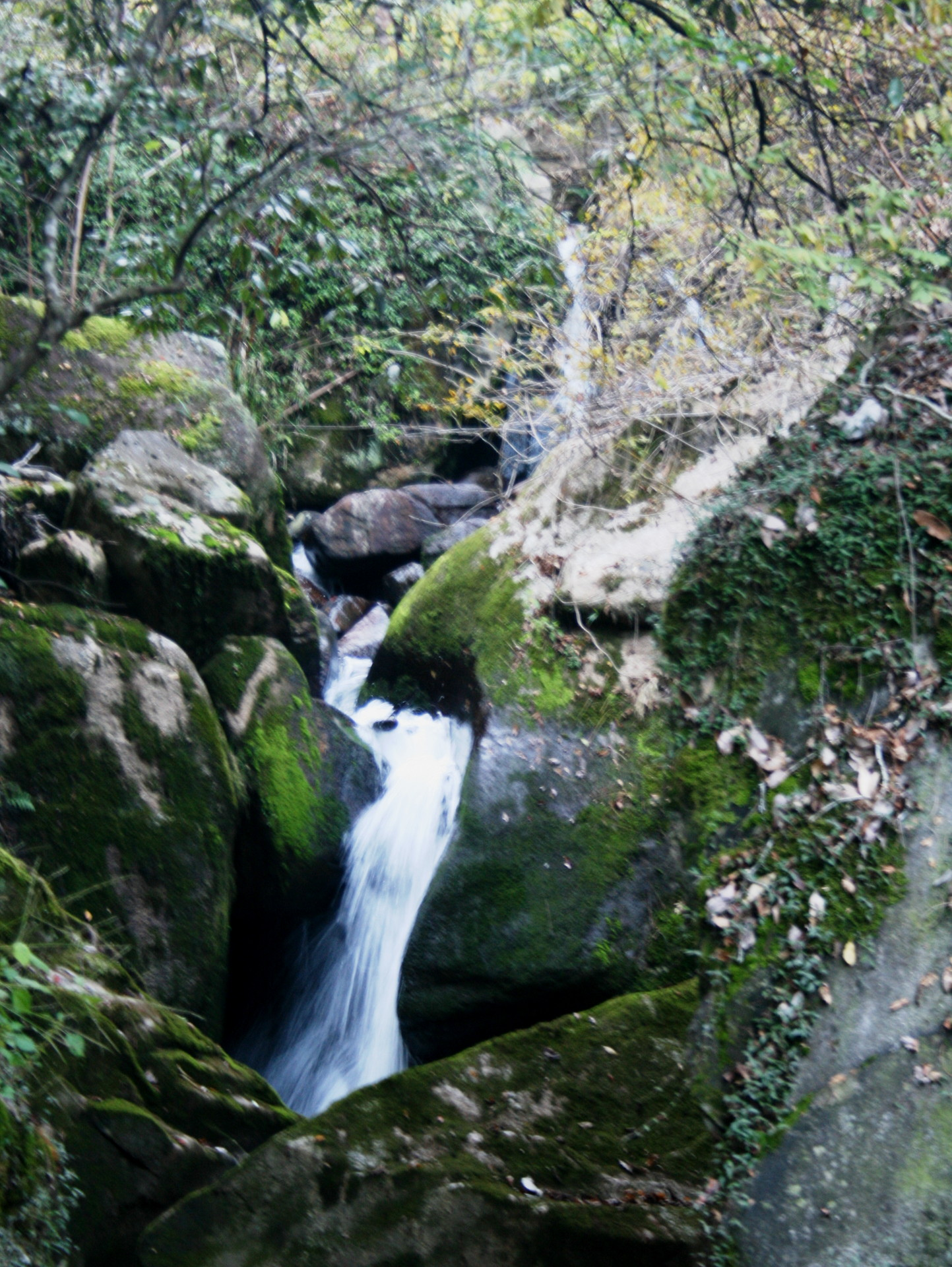
えびす滝
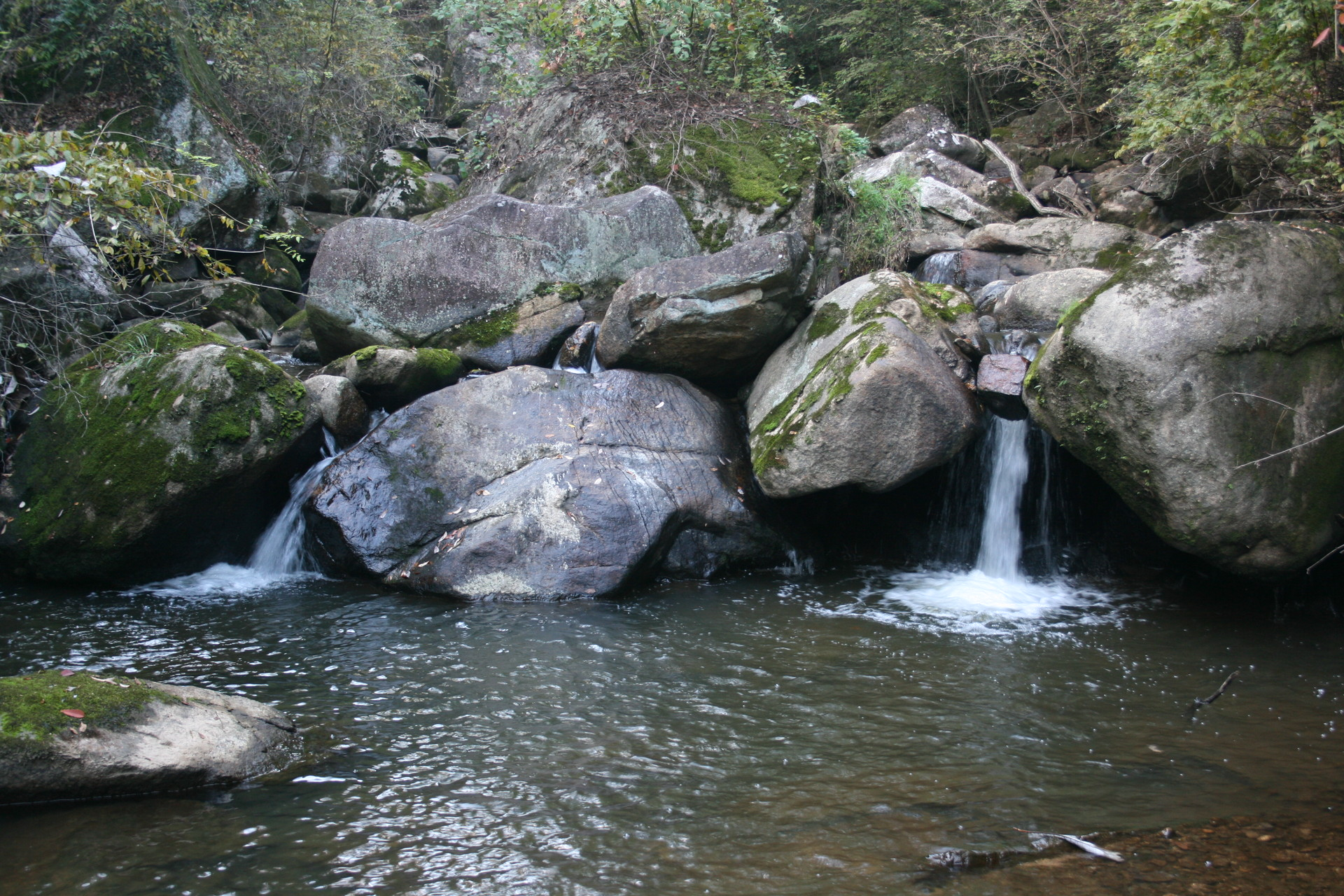
あんま滝
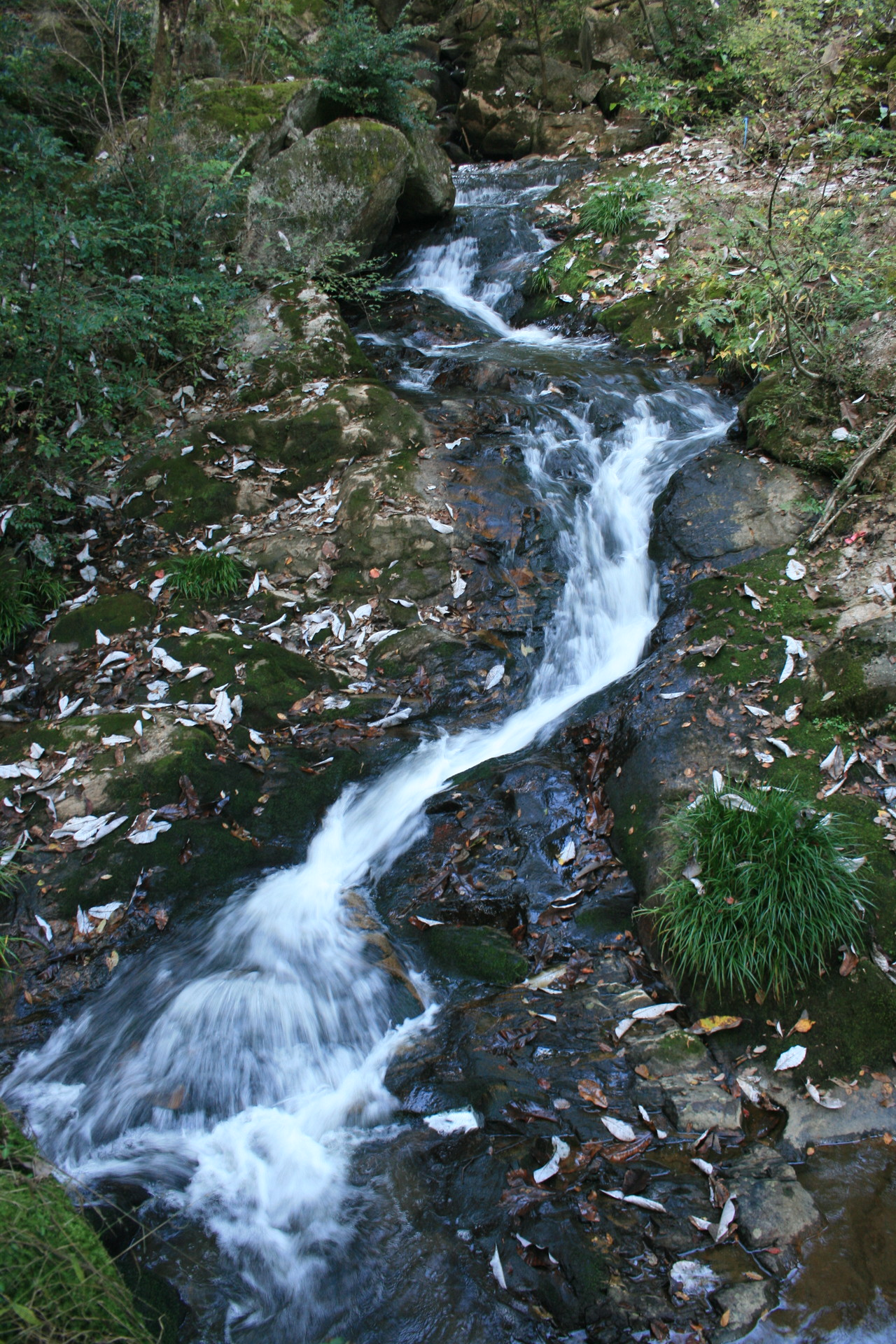
昇竜滝
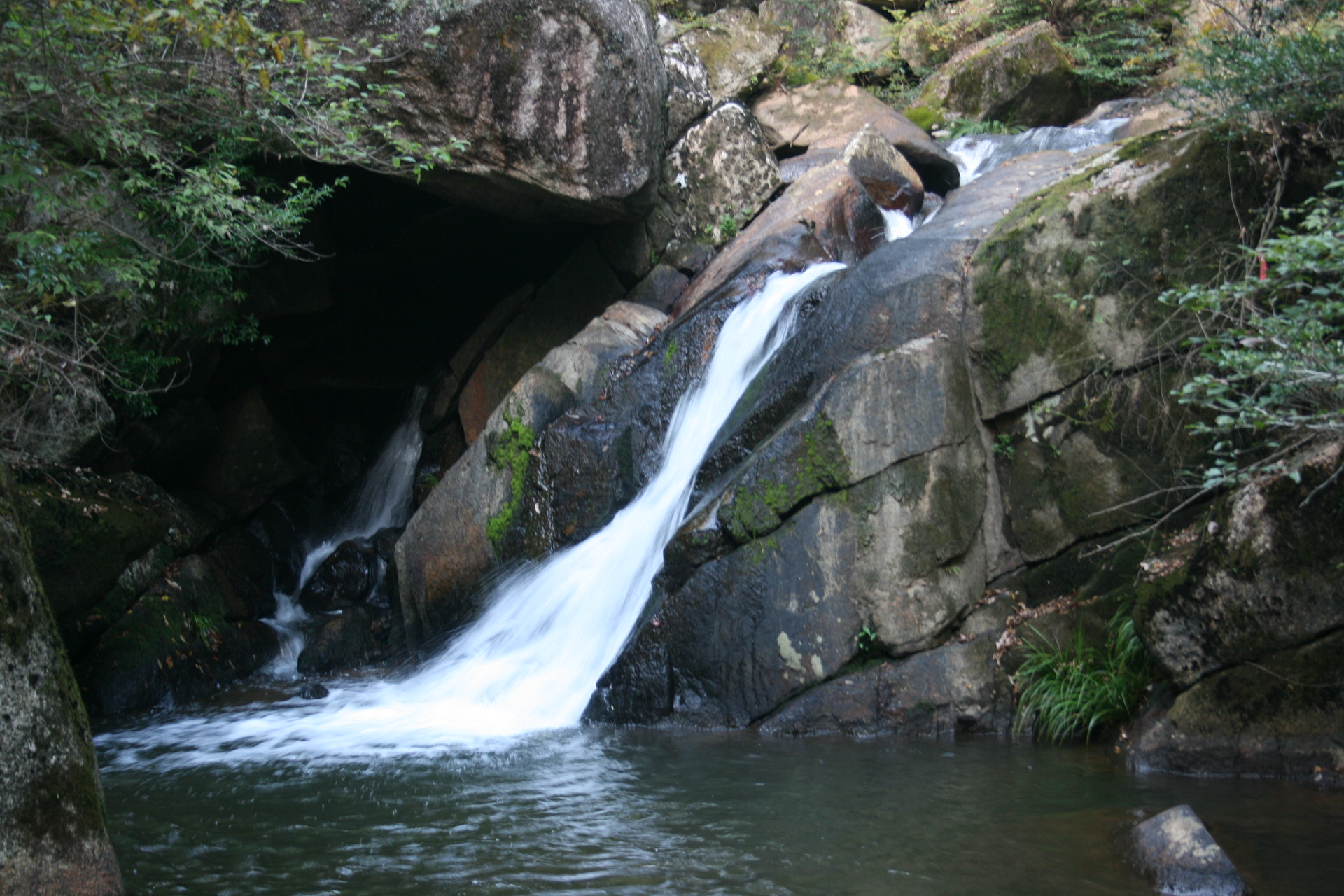
梵天滝

## 交通アクセス
- JR中央本線釜戸駅より徒歩15分。
- 瑞浪市コミュニティバス釜戸＝大湫線「竜吟の滝」バス停下車徒歩5分。

## その他
毎年6月下旬に滝開きの行事が、また8月中旬に「竜吟の滝」が行われる。